# Möllendorffstraße 27
Das Mietshaus Möllendorffstraße 27 ist ein denkmalgeschütztes Wohngebäude im Ortsteil (Alt-)Lichtenberg des Berliner Bezirks Lichtenberg. Es wurde im Jahr 1915 bezogen.

## Geschichte
Das Wohnhaus befand sich im Eigentum von drei Privatpersonen: Frau F. Röttger aus Wilmersdorf bei Berlin, Gärtnereibesitzer O. Lehne, der auch das Nachbarhaus Nr. 28 besaß und darin wohnte, sowie Frau A. Klug.
Nach 1990 wurde die Fläche bis zur Bornitzstraße, die kriegsbedingt brach gelegen hatte, neu bebaut. Das hier errichtete Seniorenheim schließt baulich direkt an das historische Wohnhaus an. An den südlichen Giebel des Hauses wurde in den 1950er Jahren ein neuer Wohnkomplex angebaut, der aufgrund seiner Ausführung ebenfalls seit den 2010er Jahren unter Denkmalschutz steht: Wohnkomplex Heringer Straße 22/Rutnikstraße 1–5/Möllendorffstraße 23/24.

## Beschreibung
Das Haus Möllendorffstraße 27 ist ein fünf-achsiges Gebäude mit symmetrisch angeordneten Bauteilen. Zu sehen sind große Erker, die über drei Etagen des vierstöckigen Hauses reichen. In der dritten Etage gibt es aber nur in der Mitte einen Erker, rechts und links befinden sich offene Balkone. Über dem oberen einzelnen Erker erhebt sich ein kleiner rechteckiger Dachaufbau. Einige Jugendstil-Komponenten wie florale Ornamente zwischen den Fenstern lockern die mit hellgrauem Glattputz versehene Fassade auf.
Im Erdgeschoss, rechts und links vom Hauseingang, gibt es Geschäftsräume. Die nördlich gelegenen beherbergen eine Versicherungsgesellschaft, die südlichen dienen der Musikwerkstatt Lichtenberg.
Der Eingang ist Ton-in-Ton mit dem hellgrauen glatten Fassadenputz gehalten, er wird jedoch von im Putz modellierten Säulen mit einem Architrav darüber abgeschlossen. Erhalten ist auch die historische Eingangstür, geschmückt mit flachen geschnitzten Ornamenten.
Das Hauptgebäude entlang der Möllendorffstraße weist einen in den Innenhof hineinragenden Gebäudeflügel auf.

## Galerie

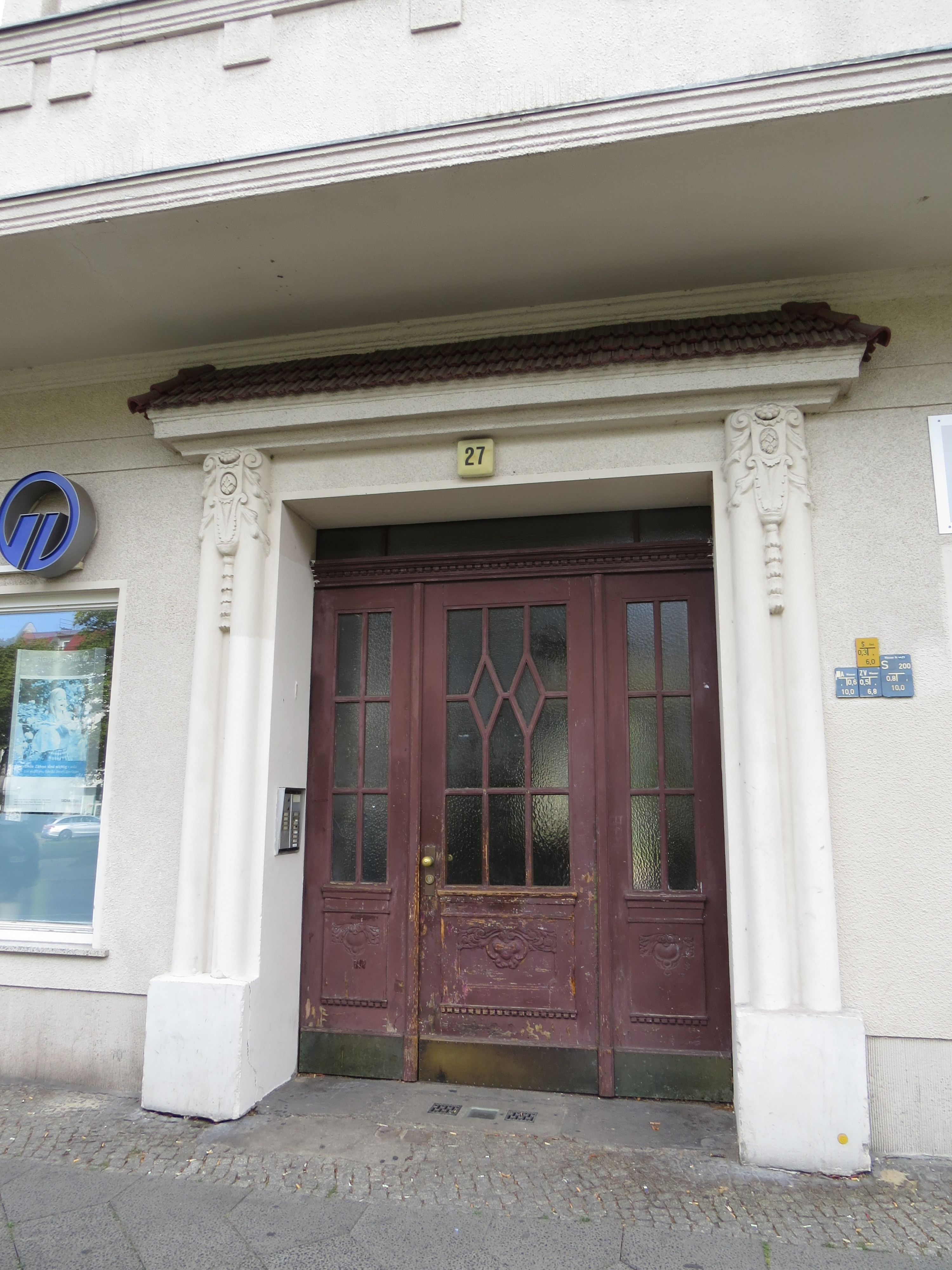
Eingang zum Haus
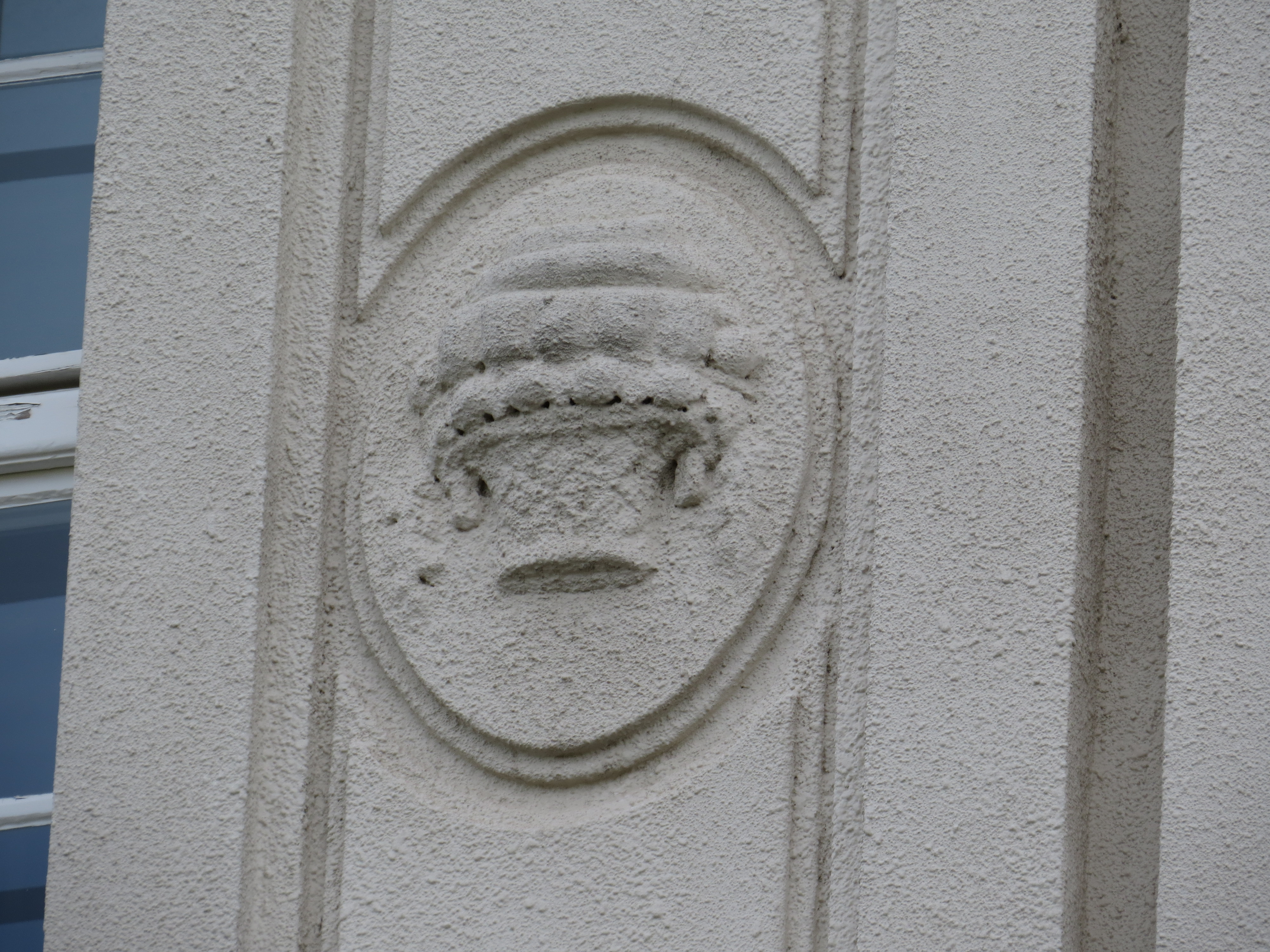
Fassadenschmuck 1
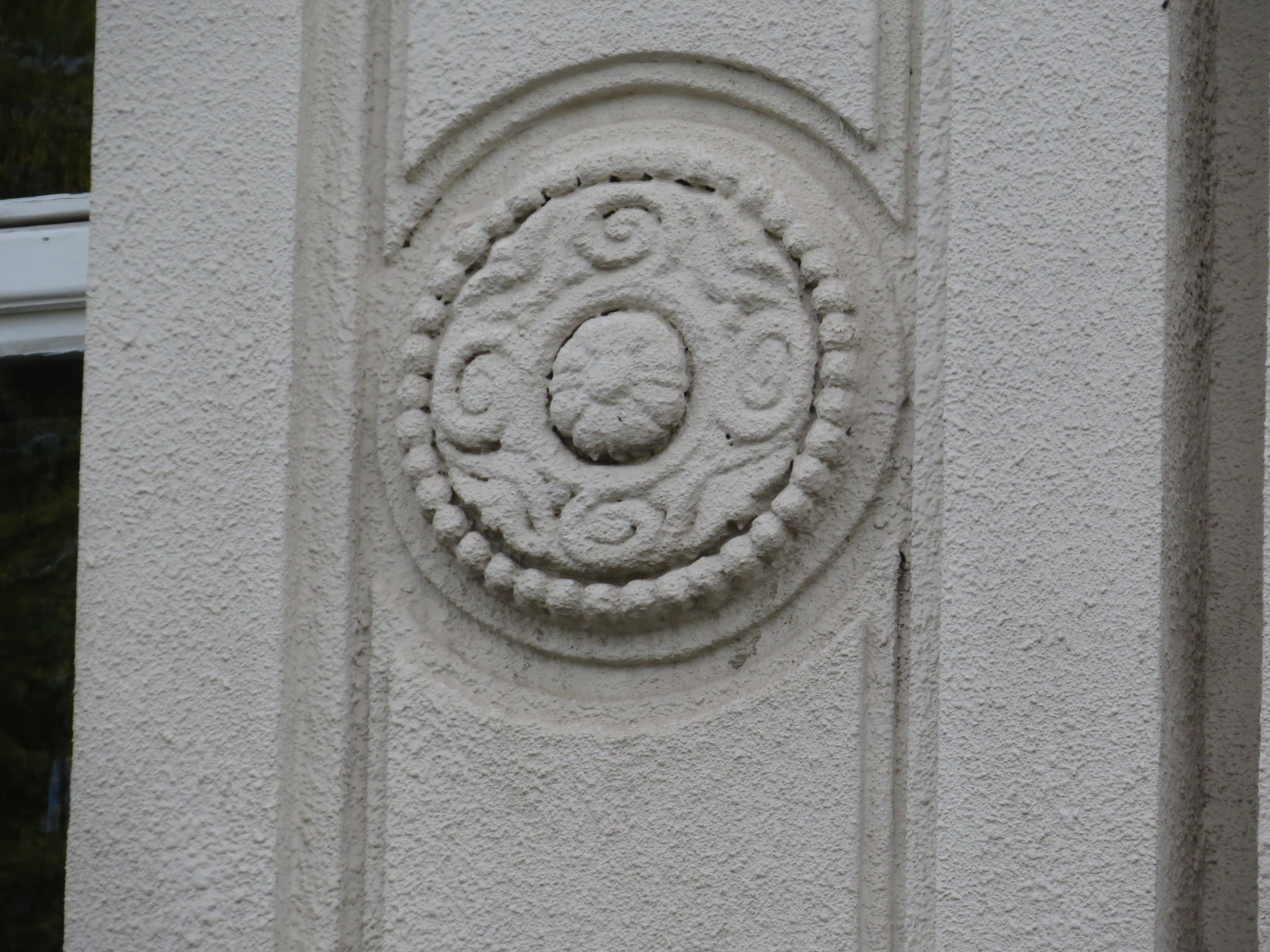
Fassadenschmuck 2
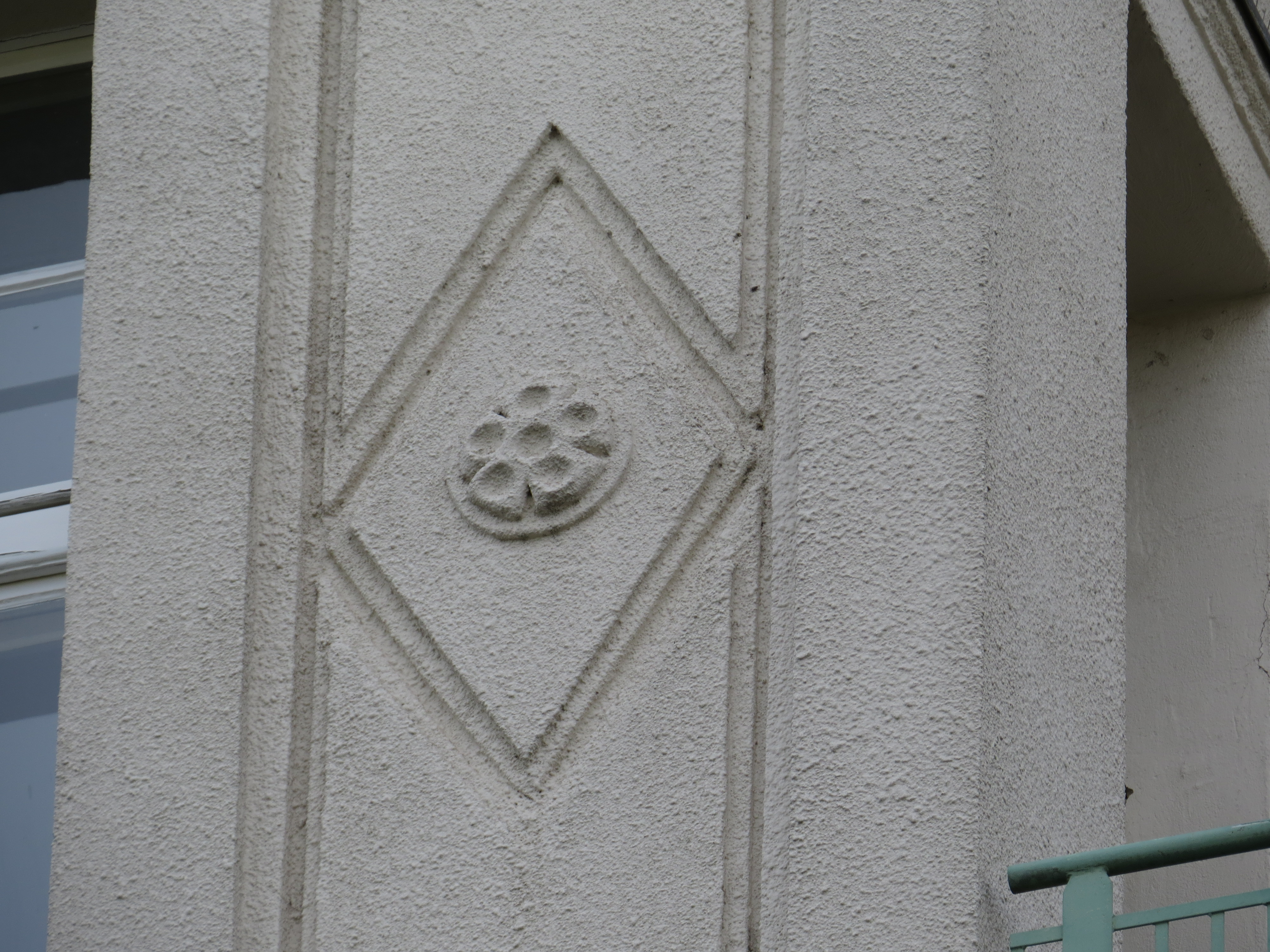
Fassadenschmuck 3
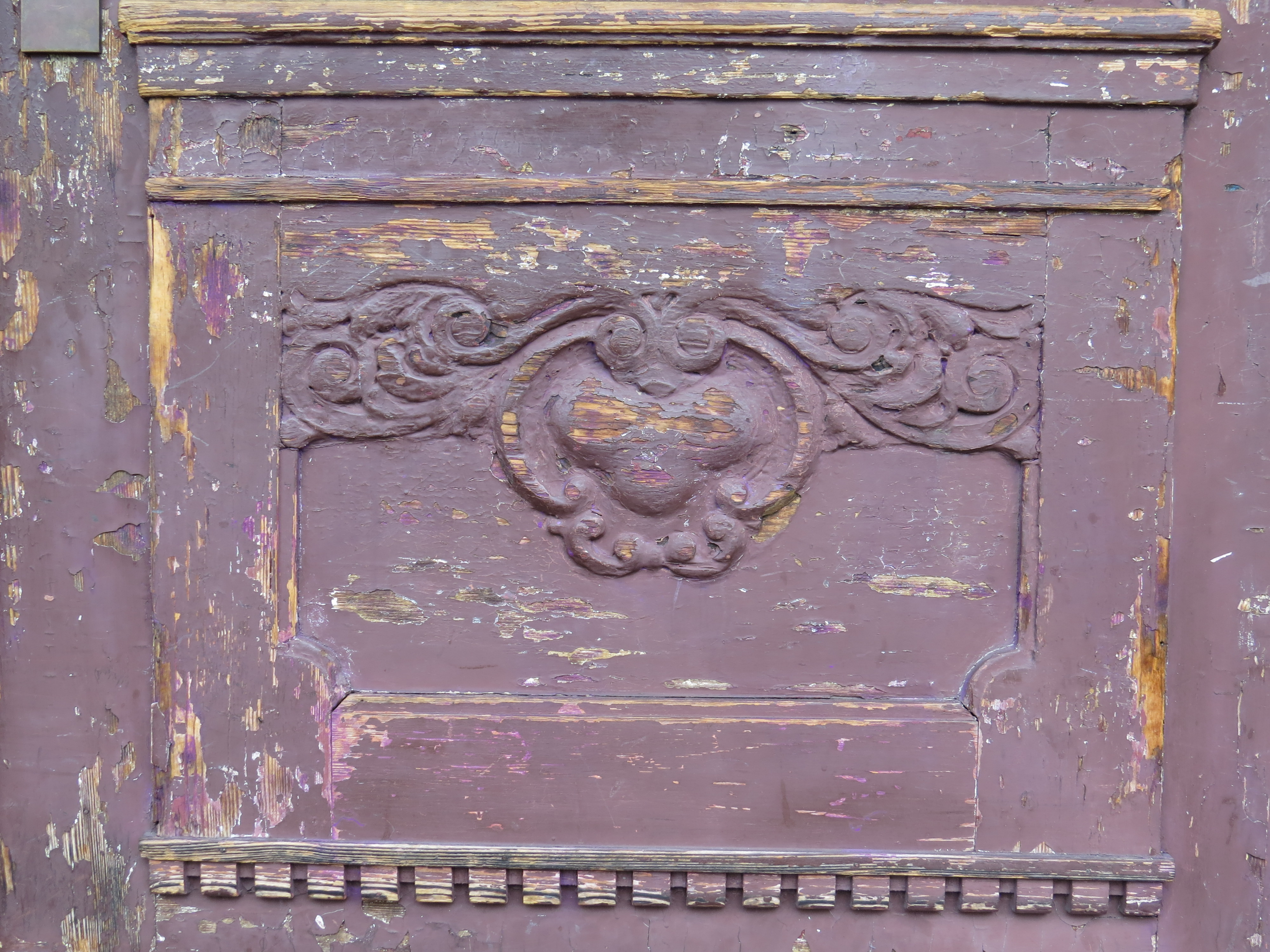
Türdetail